# 贞固堂
贞固堂，又称沈体兰故居，位於江苏省昆山市周庄镇后港街、全福路121号，太平桥堍，面街临河，是一处昆山市文物保护单位。

## 历史
贞固堂系教育家沈体兰幼年生活之宅院，粉墙黛瓦，堂楼建筑精巧，室内按当年风格布置。

## 保护
2009年9月，贞固堂公布为第四批昆山市文物保护单位。